# SV40
Simian virus 40 (SV40) – wirus należący do poliomawirusów i wykazujący wszystkie ich podstawowe cechy. Zainteresowanie tym wirusem pojawiło się w momencie, gdy dowiedziono, że jest on odporny na działanie formaliny, która była używana dawniej do produkcji szczepionek przeciwko polio na bazie komórek nerki rezusa. Mimo że jest to wirus małpi, znajdowano go w niektórych liniach komórek nowotworowych u ludzi. Intensywne badania w latach 60. i 70. wykluczyły tę możliwość, lecz dziś znowu ukazują się doniesienia o możliwości wywołania białaczek ludzkich przez tego wirusa. SV40 koduje antygen T, mający zdolność łączenia się w nieaktywne kompleksy z białkiem p53, przez co kompleks ten traci zdolność hamowania cyklu komórkowego czy też indukcji apoptozy, co może przyczyniać się do nowotworzenia.